# Buuuuu
Buuuuu è un romanzo dello scrittore italiano Luigi Garlando, pubblicato nel 2010 da Einaudi.
Il romanzo racconta la storia di un ragazzo, Elio Grossi, detto Jack, che viene preso in giro, insieme ad alcuni amici di origine straniera, da altri ragazzi e da adulti italiani razzisti, in quanto soffre di una curiosa disfunzione del sistema circolatorio che lo obbliga a stare sempre a testa in giù, in quanto il suo sangue non sale autonomamente alla testa.

## Trama
Il calciatore italiano di origini ghanesi Mario Balotelli è in campo con l'Inter allenata da José Mourinho allo stadio Santiago Bernabéu per un'amichevole estiva contro il Real Madrid, al quale segna due gol di cui uno in rovesciata. Tornato a Milano, mentre si dirige in auto verso la città dall'aeroporto, esce dalla tangenziale a causa di un ingorgo, ma si perde e si ritrova a Nebbiate, quartiere (immaginario) della periferia della città, dove vede tre ragazzi che lanciano delle banane a un altro ragazzo appeso a testa in giù per i piedi al ramo di un albero e a una ragazza di pelle scura seduta a fianco su una panchina, apostrofandoli come "scimmie". Dopo che Balotelli li ha fatti smettere, il ragazzo capovolto si presenta dicendo che il suo nome è Elio ma tutti lo soprannominano Jack, come il fante delle carte che sta a sia a testa in su che a testa in giù, perché ha il sangue pigro e per questo deve stare sempre capovolto, camminando sulle mani, mostrando anche che se prova a mettersi in piedi perde conoscenza. Jack è un bravissimo calciatore: Balotelli tira, il ragazzo sforbicia con i piedi e manda la palla a colpire un cartello, quello che indica che lì non si può giocare a pallone.
Da questo momento viene raccontata in flashback la storia del ragazzo, cominciando da quando fu trovato un neonato che camminava sulle mani nel prato dove fino al giorno prima c'era un piccolo circo, il Circo Elio, che si posizionava in quel prato ogni anno nel mese di maggio e che da quell'anno in poi non sarebbe più tornato (in tale zona sarebbe poi stato costruito un centro commerciale). II bambino venne quindi adottato dal dottor Armando Grossi, il medico del quartiere, e da sua moglie Marcella, venendo chiamato Elio in onore del circo, crebbe e fece amicizia con un gruppo di bambini figli di immigrati, arrivati dopo la chiusura della locale fabbrica di cavi elettrici, di cui hanno affittato i capannoni: Thato e Changa, i figli di Kissa, la domestica africana della famiglia Grossi, Galip, turco (figlio del calzolaio Senek), Liao, cinese e molto intelligente (figlio di un operaio dei capannoni), e anche con dei bambini italiani che però, una volta arrivati alle scuole medie, cominceranno a trattarli con atteggiamenti razzisti (gli stessi che all'inizio del libro maltrattavano Elio e Changa): Giambattista detto Gioba “il Mago”, bravo calciatore figlio del muscoloso panettiere Edo Curti, Christian Liuzzi (figlio del vigile Germano, che trovò per primo il bambino e fu padrino del suo battesimo) e Giordano. Durante la prima comunione Elio si sente per la prima volta diverso perché, per onorare l'arcivescovo venuto a celebrare il sacramento, è costretto a mettersi un saio da frate, che ovviamente gli cadrebbe impedendogli di stare a testa in giù (normalmente viene cucito un elastico intorno alle caviglie dei pantaloni di Elio per evitare che gli cadano, ma non si può fare la stessa cosa con il saio). L'arcivescovo, quando se ne accorge, gli spiega che ogni tanto è necessario che qualcuno sia diverso perché si possa accorgere di una lunga serie di cose che le persone ritenute "normali" solitamente non notano, come le formiche per terra. Alle scuole medie Elio inizialmente si trova in difficoltà, ottenendo parecchi brutti voti, in quanto non riesce a stare a testa in su per il tempo necessario a svolgere le verifiche, allora Marcella, contro il volere di molti altri genitori tra cui il panettiere Curti, riesce a fare in modo che sopra il suo banco venga montato un trapezio. In tale periodo incomincia il distacco con Gioba e la sua banda, perché questi prendono sempre più in giro il gruppo di Elio per la loro diversità, ed Elio inizia a venire chiamato da tutti Jack. Anche Changa, della quale Jack si è reso improvvisamente conto di essere fortemente innamorato (e ha deciso di fare indagini sull'amore chiedendo informazioni alla madre, la quale a causa di un tumore aveva perso la vista e morirà alcuni mesi dopo), incomincia a distaccarsi dal gruppo e a stare con le ragazze della sua età. A un certo punto Jack decide di rivelarsi e tenta di fare colpo su di lei ballando durante una festa in discoteca, ma Changa finisce per fidanzarsi con l'organizzatore della festa, Vezio, più grande di lei di un anno.
Ritornando al presente, poco dopo la vicenda delle banane, Jack ed i suoi amici vedono svanire il loro desiderio di far parte della Dinamo Nebbia, la nuova squadra di calcio a 11 di Nebbiate, perché il Curti, allenatore della squadra, accetta in essa solo giocatori bianchi, italiani, di famiglia italiana e a testa in su. I ragazzi, dopo aver parlato con il panettiere senza riuscire a fargli cambiare idea, tentano per protesta di ricattare il figlio Gioba filmandolo in un momento di paura sulle giostre costruito apposta, d'accordo con il giostraio, e minacciando di caricare il video su YouTube se Edo non li accetterà in squadra, ma anche questo tentativo va a vuoto ed anzi i ragazzi italiani finiscono per prendersela con Jack, obbligandolo a ribaltarsi bendato in un mucchio di escrementi di cane, riprendendolo e mettendo il filmato in rete.
Durante una partita di campionato contro la Juventus, Balotelli è vittima di contestazioni e cori razzisti che prendono di mira il suo essere di colore e, innervosito, commette un grave fallo (prende il pallone con le mani) che gli costa l'espulsione e scatena dei gravi disordini tra le tifoserie, nei quali perde la vita un ragazzo. Il giocatore, seriamente intenzionato a dire addio al calcio, si incontra in privato a Nebbiate con l'allenatore del Manchester City Roberto Mancini per discutere della possibilità di trasferirsi in Inghilterra (visto che negli stadi inglesi non si può esprimere tifo contrario) e poi passa a far visita a Jack, che lo convince a riprendere a giocare nell'Inter raccontandogli che anche lui viene sempre discriminato per il suo essere capovolto. Di nuovo in campo, Balotelli dedica a Jack un gol nel derby di Milano (dopo essere scivolato a causa del campo bagnato, si rialza appoggiandosi sulle mani e colpisce al volo la palla sforbiciando con le gambe). Pochi giorni dopo Ergun, fratello maggiore di Galip, cerca di passare a tutta velocità con l'auto in una pozzanghera per bagnare le Ronde della Tranquillità, i gruppi di pattugliamento contro gli stranieri che il Curti aveva fondato tempo prima e gestiva con alcuni collaboratori, che non aiutavano mai Jack; Ergun ha già fatto ciò molte volte, ma questa volta purtroppo perde il controllo della vettura e finisce per investire il vigile Liuzzi e una vecchietta. Il Curti organizza quindi una fiaccolata di protesta contro gli immigrati (durante la quale addirittura vernicia di nero le strisce pedonali dove è avvenuto l'incidente, dicendo che bianco e nero non starebbero più bene insieme nemmeno lì) e Ergun finisce in galera per aver investito la signora, che era la maestra delle scuole elementari di Elio. 
Il dottor Grossi e il calzolaio Senek organizzano allora una contro-fiaccolata contro il razzismo, in cui proclamano che in ogni etnia ci sono sia persone brave che cattive e raccolgono una grande quantità di firme; essa ha come risultato il fatto che il gruppo di Jack riesce ad allenarsi con la Dinamo Nebbia. Quando viene giocata la prima partita, però, si rovina tutto scatenando una rissa dopo quattro brutti falli, con il Curti che, in qualità di arbitro, fa finta di niente di fronte ai falli della Dinamo e sanziona solo quelli degli avversari. Jack, poco prima di Natale e della rivincita che i ragazzi hanno chiesto alla Dinamo venendo accontentati, scopre insieme a Changa che il Circo Elio è tornato a Nebbiate, essendo stato ricostruito da uno degli artisti originari dopo che si era sciolto circa dieci anni prima. I due vengono invitati a dondolarsi insieme su un trapezio: a seguito di ciò, Jack trova il coraggio di dichiararsi e la ragazza (che si era lasciata con Vezio dopo che, durante una gita scolastica a Firenze, erano scappati insieme dall'hotel di notte, venendo scoperti e severamente puniti) lo accetta e lo bacia. Poco prima della partita contro la Dinamo, a Nebbiate sopraggiunge uno staff tecnico dei canali televisivi SKY, che svolge grandi lavori intorno al campo da calcio, e nessuno, a parte Jack, sembra meravigliarsi di ciò: si scopre quindi che Changa ha chiamato Balotelli (trovando il numero scritto tempo prima da Mario stesso sulla suola di una scarpa di Elio) spiegandogli tutto, e Mario ha organizzato con SKY una diretta della partita, mandata in onda in uno show chiamato Natale con Jack e condotto da Fabio Caressa. Balotelli ha organizzato anche una squadra con lui, Jack, Thato, Zlatan Ibrahimović, Gigi Buffon, Gennaro Gattuso, Davide Santon e Francesco Totti, e i membri di tale squadra dovranno giocare rimanendo sempre con almeno una mano per terra, cioè capovolti, come Jack. Tutto va per il meglio, addirittura Gioba chiede di giocare con loro nel secondo tempo. 
E Jack raddrizzò il mondo.

## Edizioni
- Luigi Garlando, Buuuuu, Einaudi, 2010, pp. 228. ISBN 978-88-06-20492-1